# Pseudanchomenus
Pseudanchomenus is een geslacht van kevers uit de familie van de loopkevers (Carabidae). De wetenschappelijke naam van het geslacht is voor het eerst geldig gepubliceerd in 1860 door Tarnier.

## Soorten
Het geslacht Pseudanchomenus is monotypisch en omvat slechts de volgende soort:
- Pseudanchomenus aptinoides (Tarnier, 1860)